# Ursula Wyss
Ursula Wyss (Davos, 8 de fevereiro de 1973) é uma política e economista suíça. Representou o Cantão de Berna no Conselho Nacional da Suíça como membro do Partido Social Democrata da Suíça (SP) de 6 de dezembro de 1999 a 3 de março de 2013.

## Biografia

### Anos inicias
Nascida e criada em Davos, no cantão de Graubünden, é cidadã dos municípios berneses de Buchholterberg e Köniz.
Em 1992, frequentou a qualificação de entrada no ensino superior (Maturität) e começou a estudar economia política e ecologia na Universidade de Berna, na Universidade de Strathclyde, em Glasgow, e na Universidade Técnica de Berlim. De volta a Berna, se formou, em 1997, trabalhou como assistente de ciências no Institut für Volkswirtschaftslehre da Universidade de Berna de 2001 a 2005, onde obteve um mestrado como Dr. rer. oec. (doutora em economia), em 2006. Além disso, trabalhou no Instituto de Pesquisa BASS, com financiamento privado, e no escritório nacional suíço do Fundo Mundial para a Natureza (WWF).

### Carreira política
Em 1989, ingressou no Partido Social Democrata (SP). Representou o partido de 1997 a 1999, como membro do Parlamento Suíço do Cantão de Berna (Grosser Rat des Kantons Bern). Entre dezembro de 1999 e março de 2013, foi membro (Nationalrätin) do Conselho Nacional da Suíça. Em 2013, foi eleita sucessora de Regula Rytz como membro executivo (Gemeinderätin) da cidade de Berna. Ela preside o departamento Tiefbau, Verkehr und Stadtgrün que gerencia a engenharia civil, os transporte e as áreas verdes urbanas do município.
Ao nível da cidade, concentra-se na promoção de caminhadas e ciclismo. Com o projeto "Velo-Offensive", lançado em 2014, Berna deve se tornar a capital do ciclismo da Suíça e dobrar a proporção de ciclistas até 2030. Outro foco é o espaço público e seu uso pela população. Em seu documento de posicionamento "Planejamento e design na era dos pop-ups" (Planen und Gestalten im Zeitalter von Pop-up), mostra o caminho de tais projetos.

## Vida pessoal
Se casou aos 19 anos. Mora com seu marido, Thomas Christen, e seus dois filhos em Berna.